# Bartoszyce (district)
Bartoszyce (powiat bartoszycki) is een Pools district (powiat) in de Poolse provincie Ermland-Mazurië. Het district heeft een oppervlakte van 1308,54 km² en telt 59.830 inwoners (2014).

## Steden
- Bartoszyce (Bartenstein)
- Górowo Iławeckie (Landsberg in Ostpreußen)
- Bisztynek (Bischofstein)
- Sępopol (Schippenbeil)

Stadsdistricten:
Elbląg · Olsztyn

Districten:
Bartoszyce · Braniewo · Działdowo · Elbląg · Ełk · Giżycko · Gołdap · Iława · Kętrzyn · Lidzbark Warmiński · Mrągowo · Nidzica · Nowe Miasto Lubawskie · Olecko · Olsztyn · Ostróda · Pisz · Szczytno · Węgorzewo

Grootste steden:
Bartoszyce · Działdowo · Elbląg · Ełk · Iława · Giżycko · Kętrzyn · Mrągowo · Ostróda · Olsztyn · Szczytno